# The Canterville Ghost (film, 1986)
The Canterville Ghost eller Spöket på Canterville, är en amerikansk TV-film från 1986 i regi av Paul Bogart. Den är baserad på Oscar Wildes kortroman The Canterville Ghost (på svenska Spöket på Canterville) från 1887. 

## Handling
Harry Canterville, som levt i USA större delen av sitt liv, återvänder med sin fru och dotter till Storbritannien för att inta släktgodset Canterville Castle som han har ärvt. 
Väl där finner de att slottet redan är bebott av någon som tycker sig ha rätt till slottet - spöket Sir Simon de Canterville som genom en förbannelse är fast där. 
Det blir en krock mellan det egensinniga spöket och den envisa och svårskrämda nya familjen i huset och ingen av dem är villiga att ge upp.

## Rollista i urval
- Alyssa Milano - Jennifer Canterville
- John Gielgud - Sir Simon de Canterville
- Ted Wass - Harry Canterville
- Andrea Marcovicci - Lucy Swackhammer Canterville
- Harold Innocent - Hummle Umney
- Spencer Chandler - Paul Blaine